# Origin (álbum)
Origin é o primeiro álbum demo da banda norte-americana de metal alternativo Evanescence, lançado em 4 de novembro de 2000 através da gravadora Bigwig Enterpresis. Muitas versões do álbum começaram a ser comercializadas após o seu lançamento, no entanto, existem apenas 2 500 cópias disponíveis da edição original que foram manufaturadas pela gravadora na época.

## Antecedentes
Após a formação da banda em 1995, os membros Amy Lee e Ben Moody lançaram alguns EPs independentes e realizaram apresentações esporádicas na região de Little Rock, Arkansas até finalmente produzirem seu primeiro álbum completo. Embora apontado na época como o disco de estreia da banda, Lee declarou em algumas entrevistas que considera o trabalho apenas como uma demo que eles "poliram" para enviar à diferentes gravadoras, e encoraja os fãs para que apenas baixem o álbum na Internet ao invés de comprá-lo, já que algumas cópias passaram a ser comercializadas por até 400 dólares no eBay após o lançamento de Fallen, sendo muitas delas versões piratas.
Durante a produção de Origin, a banda já contava com o tecladista David Hodges em sua formação, entretanto, alguns músicos adicionais fizeram parte do projeto, tais como o baixista Will Boyd (que já havia colaborado com o grupo anteriormente), os cantores Bruce Fitzhugh (Living Sacrifice) e Stephanie Pierce, e um coro de vozes femininas.
Uma vez que a banda não possuía orçamento para alugarem um ambiente profissional, a demo foi parcialmente produzida no estúdio amador de Moody, conhecido como Sound Asleep, e no sótão da casa dos pais de Lee. No entanto, a sua mixagem e masterização foram realizadas por uma equipe profissional no estúdio Ardent em Memphis, Tennessee. Durante essas sessões, Pete Matthews, que estava produzindo a banda Dust for Life no mesmo edifício, ouviu a música do Evanescence e decidiu apresentar Origin aos executivos da gravadora Wind-up, que aprovaram a demo e assinaram um contrato com a banda alguns meses depois no início de 2001.

## Lançamento e promoção
A demo foi oficialmente lançada em 4 de novembro de 2000 pelo selo Bigwig Enterpresis durante um concerto da banda no River Market Pavilion em Little Rock. A primeira prensagem de 1000 cópias dos discos foram manufaturadas pela gravadora em outubro de 2000 na cidade de Nashville, com uma segunda prensagem de mais 1500 cópias em janeiro de 2001, totalizando 2500 cópias oficiais, uma vez que a Bigwig ficou impedida de continuar distribuindo o disco após a aquisição dos direitos da banda recaírem a Wind-up Records.
Origin também apresentou versões rudimentares das canções "Whisper", "Imaginary" e "My Immortal", que foram incluídas posteriormente no álbum de estreia da banda, Fallen (2003), com uma nova gravação e mixagem. Além disso, a quinta faixa do disco é uma regravação de "Where Will You Go", que já havia sido trabalhada anteriormente no EP Evanescence (1998). A gravadora Bigwig ainda lançou "Whisper" como um single promocional para as rádios, e a canção chegou a ser incluída em uma compilação de uma revista local intitulada Automata 3.0 em 2001.
A demo foi relançada em vinil em 9 de dezembro de 2016 num boxset intitulado The Ultimate Collection, e uma nova versão acústica de "Even in Death" também foi incluída na compilação Lost Whispers.

## Resposta da crítica
| Críticas profissionais | Críticas profissionais |
| Avaliações da crítica  | Avaliações da crítica  |
| Fonte                  | Avaliação              |
| ---------------------- | ---------------------- |
| Spin                   | [ 6 ]                  |

Melissa Maerz da revista Spin classificou o álbum com três de cinco estrelas e escreveu: "Fabricado por um amigo, este mal projeto de álbum apresenta versões despojadas de hits do álbum Fallen como 'Whisper' e 'My Immortal'."

## Lista de faixas
Todas as faixas escritas e compostas por Amy Lee, Ben Moody e David Hodges. 
| N.º            | Título                        | Duração |  |
| 1.             | "Origin"                      | 0:35    |  |
| 2.             | "Whisper"                     | 3:56    |  |
| 3.             | "Imaginary"                   | 3:31    |  |
| 4.             | "My Immortal"                 | 4:26    |  |
| 5.             | "Where Will You Go"           | 3:47    |  |
| 6.             | "Field of Innocence"          | 5:13    |  |
| 7.             | "Even in Death"               | 4:09    |  |
| 8.             | "Anywhere"                    | 6:03    |  |
| 9.             | "Lies" (part. Bruce Fitzhugh) | 3:49    |  |
| 10.            | "Away from Me"                | 3:30    |  |
| 11.            | "Eternal"                     | 7:22    |  |
| Duração total: | Duração total:                | 46:21   |  |

## Créditos
Os créditos foram adaptados do encarte do álbum Origin.
Banda
- Amy Lee – vocais, teclado, piano
- Ben Moody – guitarra, programação, engenharia
- David Hodges – teclado, piano, vocal de apoio

Músicos convidados
- Bruce Fitzhugh – vocais (9)
- Catherine Harris – coro (6)
- Samantha Strong – coro (6)
- Sara Moore – coro (6)
- Stephanie Pierce – coro (9)
- Suvi Petrajajrvi – coro (6)
- Will Boyd – baixo (10)

Equipe técnica
- Adrian James – design
- Amy Bennett – foto do website
- Ben Moody – foto da banda[a]
- Brad Caviness – produção executiva
- Rocky Gray – arte da capa